# Matsunaga Hisahide
Matsunaga Hisahide (jap. 松永 久秀; * 1510; † 19. November 1577) war ein Daimyō in Japan.
Er hatte Verbindungen zu Miyoshi Chōkei und war seit den 1540er Jahren ein Gefolgsmann von Miyoshi Masaga. Er leitete die Eroberung der Provinz Yamato in den 1560er Jahren und hatte selbst 1564 eine ausreichende Machtbasis aufgebaut, um de facto unabhängig zu sein. Man glaubt, dass er in dieser Zeit gegen Chōkei konspirierte. Von 1561 bis 1563 starben drei von Chōkeis Brüdern und sein Sohn. Dies führte dazu, dass Miyoshi Yoshitsugu als adoptierter Sohn das Erbe übernahm, als Chōkei 1564 starb. Dieser war zu jung, um zu regieren, so übernahmen drei Männer seine Vormundschaft: Miyoshi Nagayuki, Miyoshi Masayasu und Iwanari Tomomichi.
1565 arbeiteten diese Drei und Hisahide zusammen und schickten eine Armee aus, um den Shōgun Ashikaga Yoshiteru zu fangen. Dieser wurde dann ermordet oder zum Suizid gezwungen, jedenfalls wurde er durch das Kind Ashikaga Yoshihide als Shogun ersetzt und der Bruder des alten Shoguns, Ashikaga Yoshiaki floh. 1566 brachen Kämpfe zwischen Hisahide und den Miyoshi aus. Anfangs waren die Kräfte Hisahides erfolglos und die ihm zugeschriebene Zerstörung eines buddhistischen Tempels in Nara wurde als infamer Akt angesehen.
1568 griff Oda Nobunaga mit Yoshiaki als Legitimation Hisahide an. Nobunaga nahm Kyoto im November ein und Hisahide war gezwungen, sich zu ergeben. Yoshiaki wurde zum Shogun gemacht und blieb in dieser Position, bis er 1573 versuchte sich von Nobunaga selbständig zu machen. Hisahide behielt die Kontrolle über die Provinz Yamato und diente Nobunaga eine Zeit lang in dessen ausgedehnten Feldzügen gegen die Miyoshi und andere. 1573 verbündete sich Hisahide kurze Zeit mit den Miyoshi, aber da der erhoffte Erfolg nicht eintrat, kehrte er zu Nobunaga zurück und wandte sich wieder gegen die Miyoshi. 
1577 entzweite er sich erneut mit Nobunaga, dieses Mal wandte sich Nobunaga gegen ihn und belagerte ihn  in der Burg Shigisan. Besiegt, aber immer noch widerstrebend, vollzog Hisahide den Suizid, er hatte angeordnet, dass sein Kopf zerstört werden solle, um nicht als Trophäe zu dienen. Er zerstörte auch einen unbezahlbaren Teekessel (Hiragumo), den Nobunaga gern besessen hätte. Den Berichten nach sprengte er sich und den Teekessel mit Säcken von Schießpulver in die Luft und wurde damit der erste Japaner, der Suizid durch eine Explosion herbeiführte. Sein Sohn, Matsunaga Hisamichi starb bei der Belagerung ebenfalls durch Suizid.
Hisahide erscheint in fiktiven Darstellungen oft als verschrumpelter, schwächlicher alter Mann. Dieses Image mag von seinen Morden und der möglichen Zerstörung des Tōdai-ji kommen. Tatsächlich war er ein großer, stattlicher, gebildeter Mann und ein Förderer der Künste. Er soll zum Christentum übergetreten sein.
| Personendaten    | Personendaten         |
| ---------------- | --------------------- |
| NAME             | Matsunaga Hisahide    |
| ALTERNATIVNAMEN  | 松永 久秀 (japanisch) |
| KURZBESCHREIBUNG | Daimyo                |
| GEBURTSDATUM     | 1510                  |
| STERBEDATUM      | 19. November 1577     |